# Маршан, Леон
Лео́н Марша́н (фр. Léon Marchand, род. 17 мая 2002, Тулуза) — французский пловец, четырёхкратный олимпийский чемпион, семикратный чемпион мира. Самый титулованный французский пловец в истории Олимпийских игр и чемпионатов мира. Действующий рекордсмен мира на дистанциях 200 и 400 метров комплексным плаванием в 50-метровых бассейнах, 200 метров комплексным плаванием в 25-метровых бассейнах.

## Биография
Сын пловцов Ксавье Маршана и Селин Бонне и племянник пловца Кристофа Маршана. Отец был призёром чемпионататов мира и Европы в комплексном плавании в конце XX века, выступал на Олимпийских играх 1996 и 2000 годов. Мать многократно выигрывала чемпионат Франции, выступала на Олимпийских играх 1992 года. Дядя Кристоф специализировался в плавании вольным стилем на средние и длинные дистанции, был призёром чемпионата Европы в эстафете, выступал на Олимпийских играх 1988 и 1992 годов. 
Леон имеет ученую степень бакалавра с отличием, изучал информатику в Университете Тулузы-III-Поль-Сабатье.
В июле 2019 года на чемпионате Европы среди юниоров в Казани завоевал бронзовые медали на дистанциях 200 метров брассом и 400 метров комплексным плаванием. В августе 2019 года на чемпионате мира среди юниоров в Будапеште завоевал бронзу на дистанции 400 метров комплексным плаванием.
С 2022 года является обладателем национальных французских рекордов в заплыве на 200 м комплексным плаванием, 200 м баттерфляем и 200 м брассом, а с 2019 года также является рекордсменом Франции в заплыве на 400 м комплексным плаванием.
В 2022 году на чемпионате мира в Будапеште стал чемпионом мира в заплывах на 200 и 400 метров комплексным плаванием, а также завоевал серебро на дистанции 200 метров баттерфляем.
На чемпионате мира 2023 года в Фукуоке сохранил свои титулы в плавании на 200 и 400 метров, побив мировой рекорд Майкла Фелпса на дистанции 400 метров комплексом (4:02,50), также выиграл дистанцию баттерфляем на 200 метров. Первый французский пловец, выигравший три индивидуальных титула и в общей сложности пять золотых медалей на одном и том же чемпионате мира.

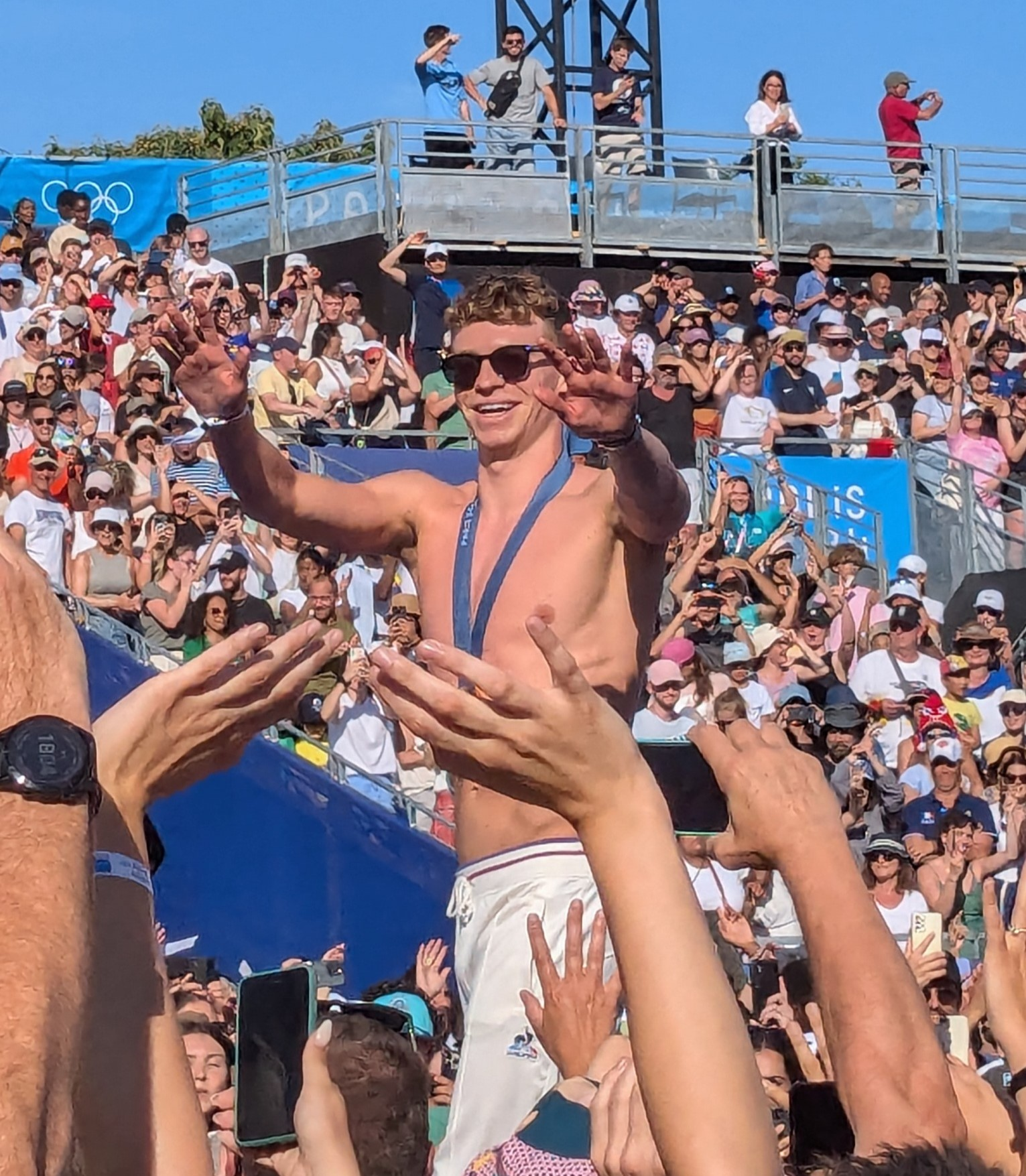
Маршан во время Олимпийских игр 2024 года

На Олимпийских играх в Париже 28 июля стал чемпионом на дистанции 400 метров комплексным плаванием, установив олимпийский рекорд — 4:02,95. 31 июля выиграл сразу два золота — на дистанциях 200 метров баттерфляем с олимпийским и национальным рекордами (1:51.21) и на дистанции 200 метров брассом с олимпийским рекордом (2:05.85). Маршан стал первым с 1976 года пловцом, выигравшим две золотые олимпийские медали на индивидуальных дистанциях в один день. 2 августа выиграл золото на дистанции 200 метров комплексным плаванием с олимпийским рекордом (1:54.06). Маршан стал первым в истории французским спортсменом, выигравшим на одних Олимпийских играх более трёх золотых медалей, и единственным спортсменом на Играх 2024 года, выигравшим более трёх золотых наград.
11 августа 2024 года принимал участие в церемонии закрытия Олимпийских игр в Париже, нёс лампу с олимпийским огнём, который задули ближе к концу церемонии.
1 ноября 2024 года в Сингапуре Маршан установил рекорд на 200 метров комплексным плаванием (1:48:88) на короткой воде, предыдущий рекорд Райана Лохте (1:49:63) держался 12 лет.
На чемпионате мира 2025 года в Сингапуре на дистанции 200 метров комплексным плаванием в полуфинальном заплыве 30 июля установил новый мировой рекорд — 1:52,69, превзойдя державшийся 14 лет результат Райана Лохте сразу на 1,31 сек. На следующий день выиграл золотую медаль на этой дистанции с результатом 1:53.68. На дистанции 400 метров комплексным плаванием завоевал золотую медаль с результатом 4:04.73, занявший второе место Томоюки Мацусита отстал на 3,5 сек. В мужской комбинированной эстафете 4×100 метров плыл на втором этапе за сборную Франции и завоевал серебряную медаль.

## Результаты на крупнейших соревнованиях

### Олимпийские игры
5 медалей (4 золотые, 1 бронзовая)
| Дистанция                                       | 2020 | 2024 |
| ----------------------------------------------- | ---- | ---- |
| 200 метров баттерфляем                          | 14   | 1    |
| 200 метров брассом                              | —    | 1    |
| 200 метров комплексным плаванием                | 18   | 1    |
| 400 метров комплексным плаванием                | 6    | 1    |
| Комбинированная эстафета 4×100 метров           | 10   | 3    |
| Смешанная комбинированная эстафета 4×100 метров | —    | 4    |

### Чемпионаты мира по водным видам спорта
9 медалей (7 золотых, 2 серебряные)
| Дистанция                             | 2022 | 2023 | 2025 |
| ------------------------------------- | ---- | ---- | ---- |
| 200 метров баттерфляем                | 2    | 1    | —    |
| 200 метров комплексным плаванием      | 1    | 1    | 1    |
| 400 метров комплексным плаванием      | 1    | 1    | 1    |
| Эстафета 4×200 м вольным стилем       | 7    | 4    | 6    |
| Комбинированная эстафета 4×100 метров | 5    | 4    | 2    |